# Karel Špaček (poslanec Říšské rady)
Karel Špaček (16. července 1838 Soběslav – 1. dubna 1898 Vídeň) byl rakouský právník a politik z Čech, v 2. polovině 19. století poslanec Říšské rady.

## Biografie
Působil jako právník. Vystudoval práva na Karlo-Ferdinandově univerzitě v Praze. Během studií též navštěvoval přednášky Jana Erazima Vocela o archeologii a zabýval se archeologickým bádáním v jižních Čechách. Od roku 1867 působil jako právník hraběte Harracha. Publikoval studie z dějin práva. Bydlel ve Vídni a byl zastáncem tamních Čechů.
Působil i jako poslanec Říšské rady (celostátního parlamentu Předlitavska), kam usedl ve volbách roku 1885 za kurii městskou v Čechách, obvod Třeboň, Jindřichův Hradec atd. Ve volebním období 1885–1891 se uvádí jako Dr. Karl Špaček, rada hraběte Harracha, bytem Vídeň.
Na Říšské radě se přidal k Českému klubu, který od konce 70. let sdružoval staročechy, mladočechy, českou konzervativní šlechtu a moravské národní poslance.
Zemřel v dubnu 1898.